# Salyer Ledge
Salyer Ledge är en bergstopp i Antarktis. Den ligger i Östantarktis. Nya Zeeland gör anspråk på området. Toppen på Salyer Ledge är 1 300 meter över havet.
Terrängen runt Salyer Ledge är bergig västerut, men österut är den kuperad. Trakten är obefolkad. Det finns inga samhällen i närheten. 